# Bryconops giacopinii
Bryconops giacopinii är en fiskart som först beskrevs av Fernández-yépez, 1950.  Bryconops giacopinii ingår i släktet Bryconops och familjen Characidae. Inga underarter finns listade.